# Luna-Glob

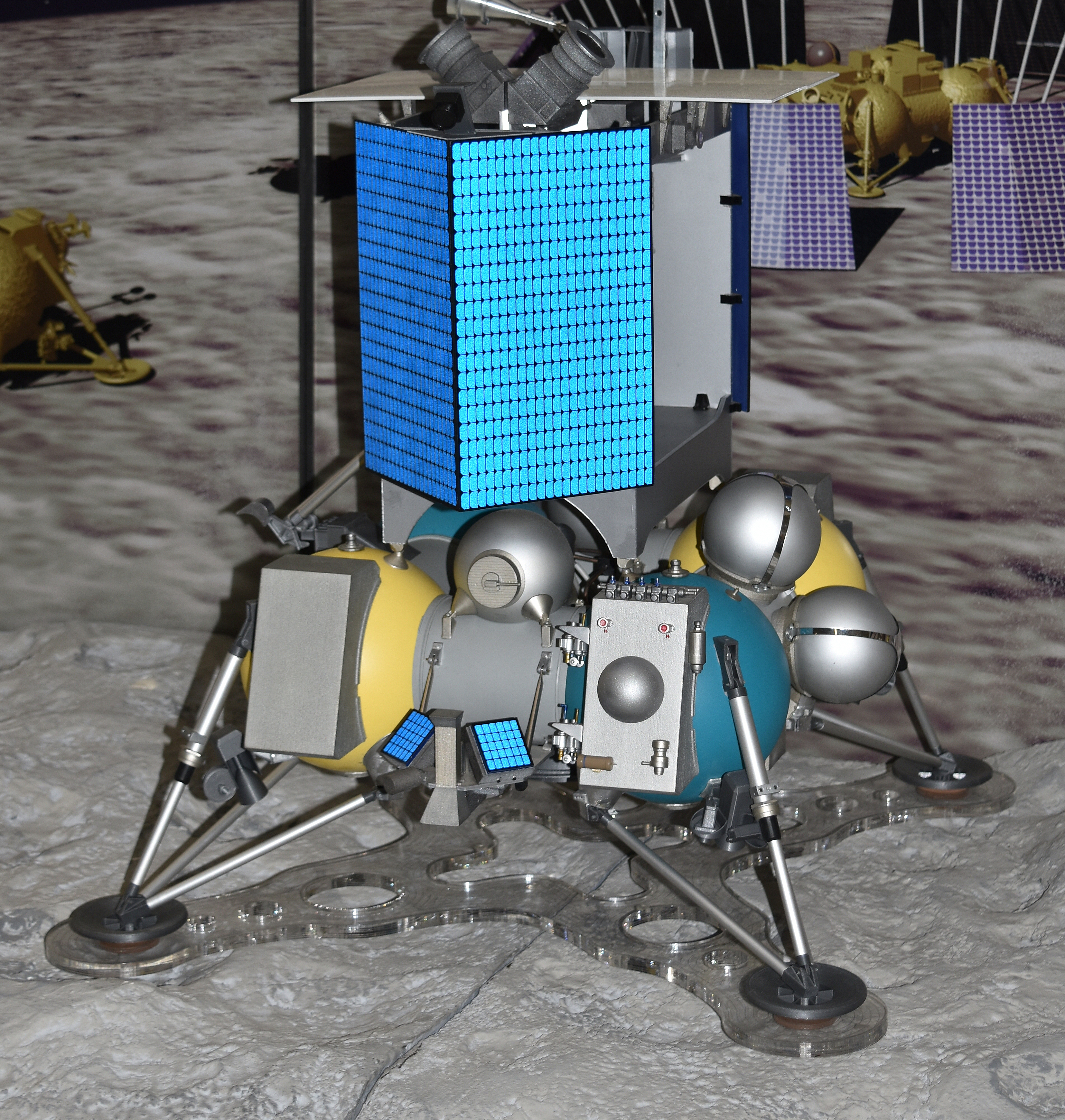
Modelo de pouso lunar Luna 25.

Luna-Glob (em russo: Луна-Глоб que significa Esfera Lunar) foi um programa de exploração lunar da Agência Espacial Federal Russa (Roscosmos), baseado em planos originalmente concebidos em 1997. Devido a problemas financeiros, no entanto, o projeto foi suspenso e alguns anos mais tarde, reiniciado. Inicialmente programado para ser lançado em 2012, a missão foi adiada duas vezes, primeiro para 2014 e em seguida para 2021. O nome desse programa foi alterado para Luna 25, dando sequência a um projeto da década de 70 que não chegou a ser concluído.
A missão fracassou no dia 19 de agosto de 2023, uma vez que seu aterrissador apresentou problemas técnicos e se chocou contra a superfície lunar.

## Voo

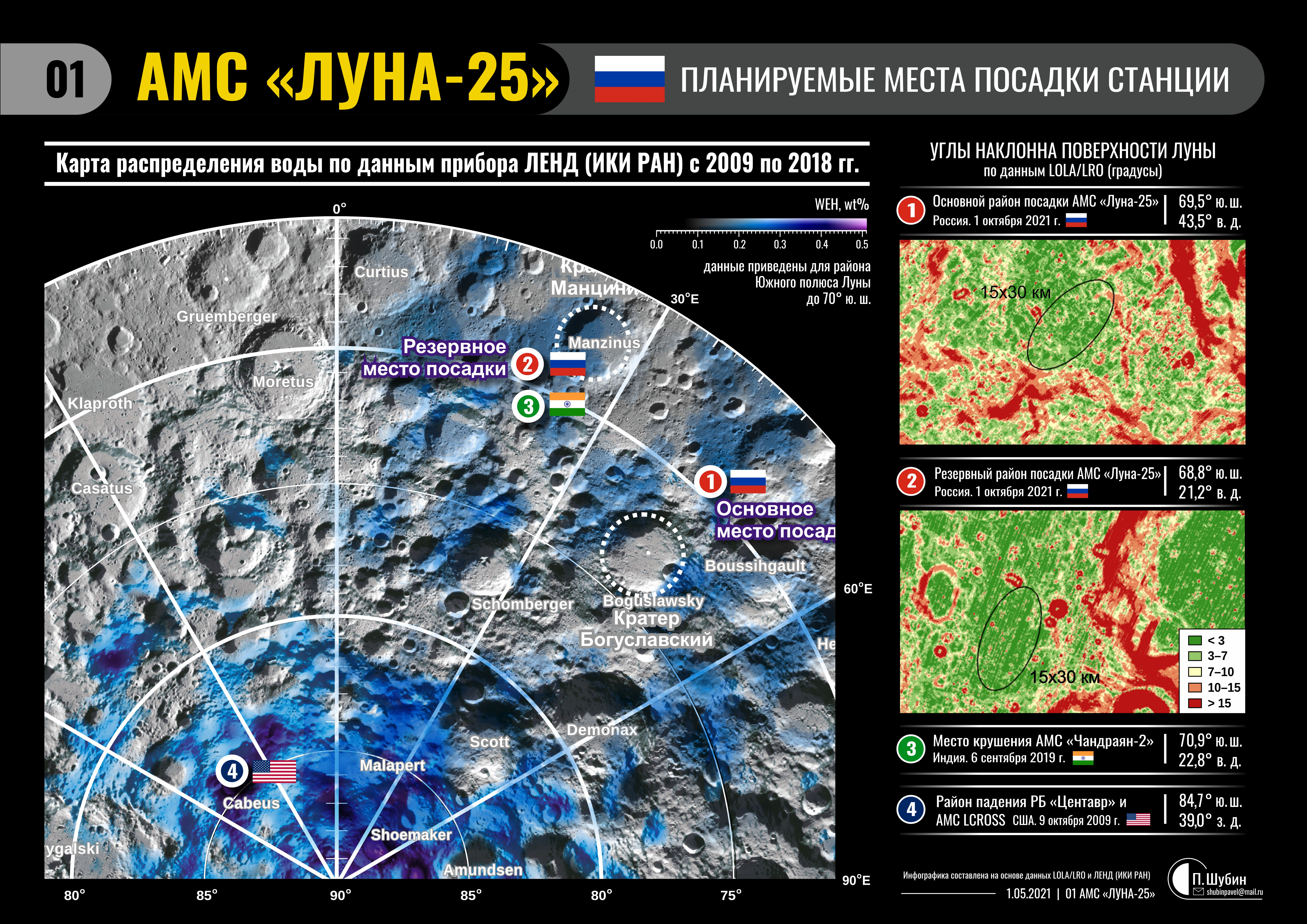
Locais de pouso propostos

O lançamento ocorreu em 10 de agosto de 2023 a partir do Cosmódromo de Vostochny em um foguete Soyuz-2 com um estágio superior Fregat. Em 16 de agosto, a sonda entrou em órbita lunar, com uma data de pouso programada para 21 de agosto.

### Colisão
Em 19 de agosto, a Roscosmos declarou uma "situação anormal" após comandar o lander a mover-se para uma órbita pré-aterragem. De acordo com o Diretor-Geral da Roscosmos, Yuri Borisov, um motor de manobra não pôde ser desligado e funcionou por 127 segundos em vez de 84. A sonda colidiu com a superfície lunar após a manobra malsucedida, o que criou uma trajetória que se intersectou com a Lua em vez de uma órbita elíptica planejada com uma distância mínima de 18 km.
A Roscosmos informou que perdeu o contato com a espaçonave 47 minutos após o início da ignição do motor. Tentativas em 19 e 20 de agosto de localizar e restabelecer contato com a espaçonave foram infrutíferas, e uma comissão foi formada para investigar a colisão.

## Carga útil científica
O módulo de pouso apresentava uma carga útil de 30 kg (66 lb) composta por oito instrumentos científicos russos:
- ADRON-LR, análise de nêutrons ativos e raios gama do regolito
- ARIES-L, medição de plasma na exosfera
- LASMA-LR, espectrômetro de massa a laser
- LIS-TV-RPM, espectrometria infravermelha de minerais e imagens
- PmL, medição de poeira e micrometeoritos
- THERMO-L, medição das propriedades térmicas do regolito
- STS-L, imagens panorâmicas e locais
- Laser retrorrefletor, libração lunar e experimentos de alcance

LINA-XSAN, uma carga útil sueca, deveria voar originalmente com o Luna 25, mas atrasos na data de lançamento fizeram com que a Suécia cancelasse este plano. Em vez disso, LINA-XSAN voou em Chang'e 4 em 2019.
A câmera de demonstração de navegação PILOT-D da ESA foi planejada para voar nesta missão, mas voará com um provedor de serviços comerciais, à colaboração internacional contínua ter sido posta em dúvida pela invasão russa da Ucrânia em 2022 e sanções relacionadas em Rússia. O instrumento de demonstração deveria coletar dados para o pouso de outras missões e, portanto, não fazia parte do sistema operacional do módulo de pouso.